# سیارک ۳۵۳۲۶
سیارک ۳۵۳۲۶ (به انگلیسی: 35326 Lucastrabla، نامگذاری:1997EV7)۳۵۳۲۶مین سیارک کشف شده‌است که در ۰۷ مارس ۱۹۹۷ کشف شد.